# Ötszögszámok

Az első hat ötszögszám megjelenítése

Az ötszögszámok a figurális számokon belül a sokszögszámok közé tartoznak.
Az n-edik ötszögszám pn a közös csúcsból rajzolt, legfeljebb n pont oldalhosszúságú szabályos ötszögök körvonalai egymástól különböző pontjainak száma. Például a harmadik ötszögszámot az 1, 5 és 10 pontból álló ötszögek körvonalai alkotják, de 1 mindháromban szerepel, 3 pedig az 5-ösben és a 10-esben is – így 12 különböző pont marad, 10 az ötszög külsejét alkotja, 2 pedig belül található.
A pn általánosan a következő képlettel adható meg:
{\displaystyle p_{n}={\tfrac {3n^{2}-n}{2}}}
n ≥ 1-re. Az első néhány ötszögszám:
1, 5, 12, 22, 35, 51, 70, 92, 117, 145, 176, 210, 247, 287, 330, 376, 425, 477, 532, 590, 651, 715, 782, 852, 925, 1001 (A000326 sorozat az OEIS-ben).
Az n-edik ötszögszám éppen a 3n−1-edik háromszögszám egyharmada.
Az általánosított ötszögszámok is a fenti képlettel állíthatók elő, de a 0-t és a negatív egész számokat is megengedve. A következő sorrendben szokás az általánosított ötszögszámokat előállítani: 1, −1, 2, −2, 3, −3, 4..., ami a következő sorozatot adja:
0, 1, 2, 5, 7, 12, 15, 22, 26, 35, 40, 51, 57, 70, 77, 92, 100, 117, 126, 145, 155, 176, 187, 210, 222, 247, 260, 287, 301, 330, 345, 376, 392, 425, 442, 477, 495, 532, 551, 590, 610, 651, 672, 715, 737, 782, 805, 852, 876, 925, 950, 1001, 1027, 1080, 1107, 1162, 1190, 1247, 1276, 1335... (A001318 sorozat az OEIS-ben).
Az általánosított ötszögszámok Euler partícióelméletében játszanak fontos szerepet, amit az ötszögszámok tétele fejez ki.
Az ötszögszám megrajzolásakor a legkülső ötszög belsejében lévő pontok maguk is általánosított ötszögszámot alkotnak.
Az ötszögszámok nem tévesztendők össze a középpontos ötszögszámokkal.

## Általánosított ötszögszámok és középpontos hatszögszámok
Az általánosított ötszögszámok szorosan kapcsolódnak a középpontos hatszögszámokhoz. Egy középpontos hatszögszámot kettévágva a középső sora és valamely szomszédos sor között, látható, hogy két általánosított ötszögszám összegeként felírható, ahol a nagyobbik rész egy „rendes” ötszögszám:
| 1=1+0 |  | 7=5+2                     |  | 19=12+7                                                                   |  | 37=22+15 |
| ----- |  | ------------------------- |  | ------------------------------------------------------------------------- |  | --- |
| *     |  | * · * · * · * · * · * · * |  | * · * · * · * · * · * · * · * · * · * · * · * · * · * · * · * · * · * · * |  | * · * · * · * · * · * · * · * · * · * · * · * · * · * · * · * · * · * · * · * · * · * · * · * · * · * · * · * · * · * · * · * · * · * · * · * · * |

Általában:
{\displaystyle 3n(n-1)+1={\tfrac {1}{2}}n(3n-1)+{\tfrac {1}{2}}(1-n)(3(1-n)-1)},
ahol a jobb oldali tagok általánosított ötszögszámok, az első tag pedig rendes ötszögszám (n ≥ 1).  A középpontos hatszögű tömbök ilyen szétvágása az ötszögszámokat trapéz formájú tömbökként mutatja, amit fel lehet fogni partíciójuk Ferrers-ábrájaként. Ilyen módon használhatók fel a fent említett ötszögszámok tételének igazolására.

## Ötszögszámok tesztelése
A legegyszerűbb mód annak eldöntésére, hogy egy x pozitív egész (nem általánosított) ötszögszám-e a következő képlet kiszámítása:
{\displaystyle n={\frac {{\sqrt {24x+1}}+1}{6}}.}
Az x akkor és csak akkor ötszögszám, ha n természetes szám. Ebben az esetben x az n-edik ötszögszám.

### A teljes négyzet-teszt
Általánosított ötszögszámok esetén elegendő azt ellenőrizni, hogy
{\displaystyle 24x+1} teljes négyzet-e.
„Rendes” ötszögszámoknál a teljes négyzet-teszten kívül szükséges a következő feltételre is tesztelni:
{\displaystyle {\sqrt {24x+1}}\equiv 5\mod 6}
Ezek a tesztek elégséges feltételei annak, hogy egy szám ötszögszám legyen.

## Ötszögű négyzetszámok
Egy ötszögű négyzetszám olyan ötszögszám, ami egyben teljes négyzet.
Az első néhány ilyen:
0, 1, 9801, 94109401, 903638458801, 8676736387298001, 83314021887196947001, 799981229484128697805801, 7681419682192581869134354401, 73756990988431941623299373152801... (OEIS entry A036353)